# Rorippa calycina
Rorippa calycina là một loài thực vật có hoa trong họ Cải. Loài này được (Engelm. ex Hayden) Rydb. miêu tả khoa học đầu tiên năm 1900.